# Bachja ibn Pakuda
Bachja ben Josef ibn Pakuda (Hebräisch: בחיי אבן פקודה, Arabisch: بهية بن فاقودا) war ein jüdischer Moralphilosoph und Dichter aus Saragossa, Spanien, den man auf die zweite Hälfte des 11. Jahrhunderts datiert, Er war ebenfalls als Rabbeinu Behaye bekannt. Er schrieb die erste systematische Darstellung der jüdischen Ethik, welches zu einer der wichtigsten Werke der jüdischen Philosophie wurde: Das „Lehrbuch der Herzenspflichten“.

## Leben und Werk
Nicht viel ist über Bachjas Leben bekannt. Es ist in Erfahrung gebracht worden, dass er im Muslimischen Spanien, wahrscheinlich Saragossa, lebte. Vermutlich arbeitete er als Richter (dayan) in einem Rabbinatsgericht in Saragossa.
Bachjas Hauptwerk: „Lehrbuch der Herzenspflichten“ (Originaltitel auf Arabisch: كتاب الهداية إلى فرائض القلوب, Hebräisch: חובות הלבבות, Englisch: Duties of the Heart) wurde um 1080 auf Arabisch verfasst und 1161 von Jehuda ibn Tibbon ins Hebräische übersetzt. Die hebräische Version wurde schnell bekannt und beeinflusste die jüdische pietistische Literatur bedeutend. So entwickelte es sich zu einem jüdischen Volksbuch. Die Herzenspflichten wurden später auch ins Spanische, Portugiesische, Italienische und Jiddische übersetzt. In den letzten Jahren wurden die Herzenspflichten ebenfalls ins Englische (Duties of the Heart, übersetzt von Moses Hyamson, 1962), Deutsche (Choboth ha-L’baboth. Lehrbuch der Herzenspflichten, übersetzt von M. E. Stern, 1856) und Französische (Introduction aux devoirs des coeurs, übersetzt von André Chouraqui, 1950) übersetzt.
Bachja wurde stark von der muslimischen Mystik und dem arabischen Platonismus, besonders durch Saadja Gaon (882–942), inspiriert. Er übernahm die Struktur seines Werkes von seinen zeitgenössischen muslimischen Denkern, sowie Definitionen, Aphorismen und Beispiele, mit welchen er seine Glaubenssätze illustrierte. Seine direkten Quellen sind schwer zu finden. Die Annahme, dass er stark von Abū Hāmid Muhammad ibn Muhammad Al-Ghazali (833–931) beeinflusst wurde, ist ebenfalls wenig fundiert. Auch wenn die Herzenspflichten wichtige Grundstrukturen von muslimischen Denkern übernahm und sein Wissen weniger auf jüdische Quellen basiert, wird Bachjas Werk als einer der wichtigsten und wegweisendsten jüdischen Büchern anerkannt.
In Übereinstimmung mit den platonischen Lehren, die auch seine Arbeit beeinflussten, behauptet er, dass die Seele eines Menschen, auch wenn sie himmlischer Herkunft ist, in seinem Körper wohnt. Die menschliche Seele erhält Hilfe vom Intellekt, da diese ohne Hilfe seine Herkunft und Aufgabe vergisst. Um diesen Punkt zu veranschaulichen, greift Bachja auf die Mu'tazilite Theologie zurück (siehe: Kalām). Hier werden die Pflichten des Körpers in rationale und traditionelle Gebote unterteilt, während die Pflichten des Herzens rein im Intellekt verwurzelt sind.
Vor allem andalusisch-jüdische Denker popularisierten asketische Lebensentwürfe, welche sie den sufistischen Vorstellungen ihrer muslimischen Zeitgenossen entlehnten.

## Der Aufbau der Herzenspflichten
In der Einleitung seines Werkes unterteilt Bachja die Pflichten, die dem religiösen Mann obliegen, in die Pflichten der Mitglieder des Körpers (auch „Gliederpflichten“ genannt), jene Verpflichtungen, die öffentliche Handlungen beinhalten; und Pflichten der Herzen. Diese Verpflichtungen betreffen nicht die Handlungen eines Menschen, sondern sein inneres Leben. Die erste Spaltung umfasst die verschiedenen rituellen und ethischen Bräuche, die von der Tora geboten werden. Wie die Einhaltung des Schabbats und das Gebet. Die zweite Spaltung besteht aus Überzeugungen wie dem Glauben an die Existenz und Einheit Gottes und dem Vertrauen, der Liebe und der Furcht vor Ihm.
Bachja erklärt, dass er mit seinem Buch das innere Leben des Menschen wiederbeleben will, welches von seinen Zeitgenossen vernachlässigt wurde, die sich nur auf die Pflichten des Körpers beziehen und nicht auf die des Herzen. Sein Buch kann als Gegenstück zum halachischen Aufbau der Werke seiner Zeitgenossen verstanden werden.
Durch die Arbeit in seinem Buch versucht Bachja den Menschen zur spirituellen Vollkommenheit und Vereinigung mit Gott zu führen. Durch die allgemein verständliche Sprache, welche Bachja in seinem Werk benutzt, wirken seine Herzenspflichten bis heute nach. Teile des Buches wurden einst zu Andachtszwecken in den Tagen vor Rosch Haschana, dem jüdischen Neujahr, rezitiert.
Die Pflichten des Herzens sind in zehn „Pforten“/„Tore“ unterteilt, von denen jedes einer bestimmten Pflicht des Herzens gewidmet ist. Die ersten vier Kapitel beschäftigen sich mit der Erläuterung der theoretischen Lehrsätze, während die darauffolgenden fünf Kapitel sich mit der Erläuterung der praktischen Tugenden beschäftigt. Die zehn Kapitel sind folgend aufgeteilt:
1. Bestätigung der Einheit Gottes
2. Erkenntnis der Welt als Offenbarung der Werke Gottes
3. Gottesdienst
4. Gottvertrauen
5. Ehrliche Einstellung
6. Demut
7. Buße
8. Selbsterkenntnis
9. Askese
10. Gottesliebe

## Weitere Werke
Da ungefähr 20 Piyutim (Hebräisch: פיוטים) auf Bachja zurückzuführen sind, wird er ebenfalls als paytan (Hebräisch: פיתן) bezeichnet. Ein Piyut ist ein liturgisches Gedicht, welches während des Gottesdienstes rezitiert oder gesungen wird. Die meisten dieser Gebetsdichtungen sind auf Hebräisch oder Aramäisch verfasst und folgen einem bestimmten poetischen Schema, wie zum Beispiel dem Akrostichon. Hier handelt es sich um ein antikes Schreibspiel, bei welchem die Anfangsbuchstaben des Namens des Autors senkrecht untereinander geschrieben werden. Diese Buchstaben bilden somit den Anfang jeder Zeile des Gedichtes. Die Piyut-Dichtung ist als Quelle der klassischen hebräischen Dichtung zu nennen.
Ein weiteres philosophisches Werk von Bacḥja mit dem Titel „Ma'ani al-Nafs“ (Betrachtungen über die Seele) wurde vor sechs Jahren in einem Manuskript in der Bibliothèque Nationale von Paris entdeckt. Dieses Manuskript nennt Bacḥja ben Joseph ibn Pakuda auf seinem Titelblatt als Autor. Die von J. Guttmann bestrittene Echtheit der Urheberschaft dieses Werkes ist von allen Orientalisten anerkannt worden, denen es möglich war, dieses Manuskript mit dem Original der „Pflichten des Herz“ zu vergleichen.
Die neuplatonische Abhandlung Kitāb maʿānī al-nafs („Über das Wesen das Seele“), die 1907 von Ignaz Goldziher herausgegeben wurde, stammt nicht, wie zuvor angenommen wurde, von Bachja ibn Pakuda, sondern von einem unbekannten Zeitgenossen, der Pseudo-Bachja genannt wird.

## Verschiedene Schreibweisen des Namens
Die vier Konsonanten von Bachjas hebräischen Vornamen (בחיי) können verschiedenartig vokalisiert werden. Die geschah, weshalb sein Name in stets wechselnder Aussprache erscheint. Die richtige Aussprache des Namens lässt sich leider nicht mehr ermitteln. Man schließt sich also meistens der heutigen üblichen Aussprache „Bachja“ an, trotz des Einspruches, der berechtigt auf die Überflüssigkeit des zweiten Jods hinweist. Dieser Einspruch bezieht sich auch gegen die Aussprache Bechai und Bechi, sodass die korrekte Aussprache Bachje gewesen sein muss. Folgende Variationen sind bekannt.
- Bechi

- Bachja: Diese Aussprache ist besonders bei den spanischen, portugiesischen, sowie bei den orientalischen Juden üblich.

- Bachji

- Bechai

- Bechaji

- Bechaja

- Bachiel: Ebenfalls als Form überliefert, obwohl hier der Buchstabe ‘ל ‘ (Lamed) fehlt.

Ähnlich wird über die korrekte Schreibweise von Bachjas Familiennamen gestritten. Folgende Variationen wurden überliefert:
- Pakuda/Paquda/Pekuda
- Bakoda/Bacoda/Bakodah
- Bakuda/Bakudah
- Bekodah